# Anthony Barber
Anthony Perrinott Lysberg Barber, baron Barber, (4 juillet 1920 - 16 décembre 2005) est un homme politique conservateur britannique qui est chancelier de l'Échiquier de 1970 à 1974.
Après avoir servi dans l'armée territoriale et la Royal Air Force pendant la Seconde Guerre mondiale, Barber étudie à Oxford et devient avocat. Élu député de Doncaster en 1951, Barber occupe divers postes au sein du gouvernement sous Harold Macmillan, notamment celui de Secrétaire économique du Trésor, Secrétaire financier du Trésor et ministre de la Santé. Après avoir perdu son siège en 1964, il remporte l'élection partielle de 1965 à Altrincham et Sale et retourne au Parlement.
Barber est nommé chancelier de l'Échiquier par Edward Heath en 1970 et supervise une libéralisation majeure du système bancaire, remplace la taxe d'achat et la taxe sélective sur l'emploi par une taxe sur la valeur ajoutée, et assouplit également les contrôles de change. Après que les conservateurs aient perdu la première élection en 1974, il ne se présente pas à la deuxième élection de cette année-là. Barber devient président de la Standard Chartered Bank jusqu'en 1987 et est décédé en 2005.

## Jeunesse
Barber est né le 4 juillet 1920 à Kingston upon Hull. Il est le troisième fils de John Barber et de sa femme danoise, Musse. Les prénoms inhabituels de Barber proviennent de sa mère, qui contribue au "Lysberg", et de sa grand-mère française, qui contribue au "Perrinott". Son père est secrétaire-directeur d'une usine de Confiserie de Doncaster. Il a deux frères: Noel, qui devient un journaliste et romancier bien connu, et Kenneth, qui est secrétaire de la Midland Bank.
Barber fait ses études à la King Edward VI Grammar School de Retford, dans le Nottinghamshire. Il est stagiaire, mais rejoint le King's Own Yorkshire Light Infantry peu de temps avant le début de la Seconde Guerre mondiale. Il est officier dans l'artillerie royale de l'armée territoriale en 1939 et sert en France avec une unité de Doncaster dans le cadre du Corps expéditionnaire britannique. Il est évacué de Dunkerque en 1940, mais plus tard, il devient pilote dans l'unité de reconnaissance photographique de la RAF. Il manque de carburant lors d'une mission de reconnaissance le 25 janvier 1942 et abandonne près du Mont St Jean, mais est capturé par les Allemands.
Il est mentionné dans des dépêches pour avoir aidé à s'échapper du camp de prisonniers du Stalag Luft III ; lui-même s'est échappé jusqu'au Danemark. Ses expériences de PoW sont rappelées par son ami et collègue pilote de la RAF PoW Thomas D.Calnan qui rencontre Barber à l' Oflag IX-A / H à Spangenberg en février 1942.
Alors qu'il est encore prisonnier, Barber obtient un diplôme en droit avec les honneurs de première classe de la Croix-Rouge internationale. À son retour en Angleterre, il reçoit une bourse d'État à l'Université d'Oxford, où il obtient un diplôme en philosophie, politique et économie en deux ans à l'Oriel College, et une bourse à l'Inner Temple. Il exerce ensuite la profession d'avocat à partir de 1948 et se spécialise en fiscalité. De 1967 à 1970, il est président de Redfearn National Glass, avec lequel la famille de son épouse Jean est liée.

## Chambre des communes
Anthony Barber se présente à Doncaster aux élections générales de 1950, mais perd par 878 voix. Il s'y présente à nouveau en 1951 et bat le sortant travailliste, Ray Gunter par 384 voix. Il occupe une série de postes: Secrétaire parlementaire privé de George Ward (sous-secrétaire à l'air) de 1952 à 1958; whip junior du gouvernement de 1955 à 1958; et secrétaire privé parlementaire du premier ministre, Harold Macmillan de 1958 à 1959. Il exerce ensuite pendant quatre ans les fonctions de ministre subalterne au Trésor, de Secrétaire économique du Trésor de 1959 à 1962 et, à la suite de la «Nuit des longs couteaux» du 13 juillet 1962, de Secrétaire financier du Trésor de 1962 à 1963 (sous la chancellerie de Derick Heathcoat-Amory, Selwyn Lloyd et Reginald Maudling). Il devient ministre du Cabinet, en tant que ministre de la Santé, en 1963, mais perd son siège à la Chambre des communes aux élections générales de 1964 contre Harold Walker du Labour.
Son absence du Parlement est de courte durée, car quatre mois plus tard, il remporte une élection partielle en 1965 à Altrincham et Sale causée par l'élévation à la pairie de Frederick Erroll. Dans l'opposition, il dirige la campagne d'Edward Heath pour devenir chef du parti conservateur en 1965 et devient président du parti en 1967. Les conservateurs remportent les élections générales de 1970 et Barber occupe son siège jusqu'aux élections générales d'octobre 1974, date à laquelle il entre à la Chambre des lords.

## Chancelier de l'Échiquier
Après avoir remporté les élections en 1970, Edward Heath nomme Barber chancelier du duché de Lancastre et lui confie la responsabilité de négocier l'entrée du Royaume-Uni dans la Communauté économique européenne. Cependant, à la suite de la mort subite de Iain Macleod le 20 juillet, six semaines seulement après l'élection, Barber devient le nouveau chancelier de l'Échiquier. Sa nomination incite Harold Wilson à faire remarquer que c'est la première fois qu'il se rendait compte que Heath avait le sens de l'humour. Conformément aux positions libérales initiales du gouvernement de Heath de 1970, il supervise une libéralisation majeure du système bancaire sous le titre de "Concurrence et contrôle du crédit, conduisant à un niveau élevé de prêts, en grande partie servant à de la spéculation. Dans son premier budget, en mars 1971, il propose de remplacer la taxe d'achat et la taxe sélective sur l'emploi par la taxe sur la valeur ajoutée, et assouplit également les contrôles des changes ; tous deux sont des conditions préalables à l'adhésion à la CEE. La TVA entre en vigueur en 1973 au taux normal de 10%. Un an plus tard, le taux est ramené à 8%.
Barber réduit également les impôts directs. Des niveaux élevés de croissance économique suivent, mais les contraintes de capacité traditionnelles de l'économie britannique - en particulier les problèmes de change et de balance commerciale - étouffent rapidement le boom économique. Le système bancaire entre en crise lorsque la bulle éclate.
Pendant son mandat, l'économie souffre de la stagflation et des troubles industriels. En 1972, il présente un budget destiné à ramener le Parti conservateur au pouvoir lors d'une élection prévue en 1974 ou 1975. Ce budget conduit à une période connue sous le nom de «The Barber Boom». Les mesures du budget conduisent à une forte inflation et à des revendications salariales de la part des travailleurs du secteur public. Il est contraint d'introduire des mesures anti-inflation en septembre 1972, ainsi qu'une commission des prix et une commission des salaires. L'inflation de la valeur des immobilisations est également suivie par la crise pétrolière de 1973 qui suit la guerre du Kippour, ajoutant aux pressions inflationnistes dans l'économie et alimentant le syndicalisme (déjà à un niveau élevé à la suite de la lutte sur la loi de 1971 sur les relations industrielles).
En 1972, après avoir déclaré une semaine plus tôt à la Chambre des communes qu'il n'a «aucune raison de croire que la livre était surévaluée», il la fait flotter (la plupart des monnaies mondiales flottaient à cette époque) «à titre temporaire». La livre plonge immédiatement sur les marchés, et il est impossible pendant son mandat de chancelier d'imposer une nouvelle parité.
Après une grève des mineurs et une Grève des mineurs britanniques de 1974, Heath appelle à des élections générales le 28 février 1974 avec le slogan "Qui gouverne la Grande-Bretagne?" L'élection renvoie un gouvernement travailliste minoritaire et Harold Wilson comme Premier ministre.

## Fin de carrière
Barber n'est pas candidat aux élections générales d'octobre 1974 et quitte la politique de première ligne. Il est fait un pair à vie le 6 janvier 1975 en tant que baron barber de Wentbridge dans le comté de West Yorkshire et est président de la Standard Chartered Bank de 1974 à 1987, où le futur premier ministre John Major est son assistant personnel. En 1987, il est nommé lieutenant adjoint du comté de West Yorkshire. Barber est également administrateur de BP de 1979 à 1988. Il rend visite à Nelson Mandela en prison et est membre du comité Franks qui enquête sur la guerre des Malouines. En 1991, il est président de l'appel de la RAF Benevolent Association pour le 50e anniversaire de la bataille d'Angleterre, qui recueille 26 millions de livres sterling.
Il souffre de la maladie de Parkinson quelques années plus tard et est décédé dans le Suffolk en 2005. Il s'est marié deux fois, avec deux filles de son premier mariage.